# Harrisburg (Ohio)

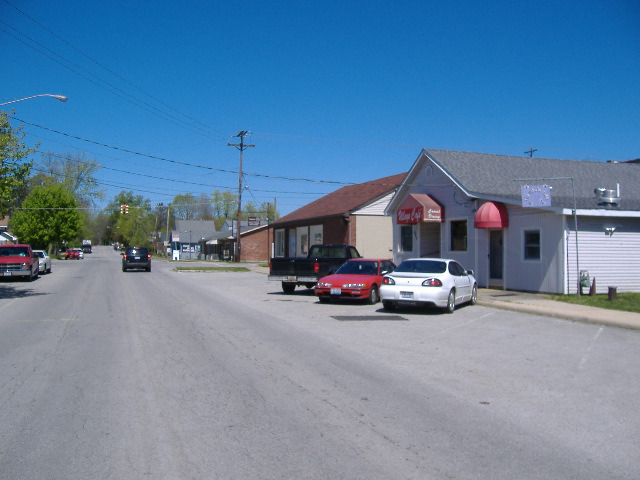
Harrisburg, Ohio

Harrisburg – wieś w USA, w hrabstwie Franklin, w stanie Ohio. Wieś istnieje od roku 1836.

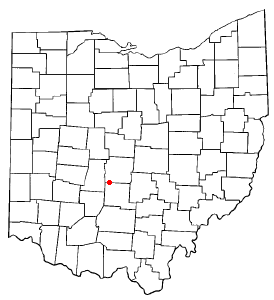
Harrisburg na planie stanu Ohio

W roku 2010, 19,1% mieszkańców było w wieku poniżej 18 lat, 7% było w wieku od 18 do 24 lat, 24,8% miało od 25 do 44 lat, 35% miało od 45 do 64 lat, 14,4% było w wieku 65 lat lub starszych. We wsi było 50,9% mężczyzn i 49,1% kobiet.
Liczba mieszkańców w 2010 roku wynosiła 330, a w roku 2012 wynosiła 326.